# Luža
Luža – wieś w Słowenii, w gminie Trebnje. W 2018 roku liczyła 73 mieszkańców.